# 布吕克尔
布吕克尔是奥地利克恩顿州格兰河畔圣法伊特县的一个市镇。总面积46.62平方公里，总人口3032人，人口密度65.0人/平方公里（2005年）。